# Canciller de la Corona de Aragón
El Canciller de la Corona de Aragón era la figura principal y representativa de la Cancillería Real, el organismo administrativo-cultural de normalización liguistica de los documentos, de la Corona de Aragón.

## Historia
Fue fundada por Jaime I de Aragón en el año 1264, ocupándose de la redacción de todo tipo de documentos administrativos: certificados, letras reales o licencias, entre otras. A su creación, Jaime I dispuso que toda la documentación del Reino de Valencia fuera redactada en lengua vulgar y no en latín clásico. A partir de entonces, toda la documentación fue unificada por la Corona de Aragón. Los textos se redactaban en catalán o aragonés y en latín, pero a partir de la segunda mitad del siglo XIV, mayoritariamente en catalán. Todas las instituciones de la Corona de Aragón (la Generalidad de Cataluña, la Generalidad del Reino de Valencia, el Gran y General Consejo de Mallorca), además de todos los municipios y notarios, utilizaron un mismo modelo de catalán.